# Plusiodonta chalcomera
Plusiodonta chalcomera là một loài bướm đêm trong họ Noctuidae.